# Лукашов, Сергей Николаевич
Сергей Николаевич Лукашов (8 марта 1966 — 13 августа 2008) — советский и российский тренер по самбо и дзюдо. Заслуженный тренер России. Старший тренер Центра Образования «Самбо-70». Мастер спорта СССР по борьбе самбо и дзюдо. Тренер высшей категории. 

## Биография
Родился 8 марта 1966 года. Начал заниматься борьбой 1 сентября 1979 года у заслуженного тренера СССР Давида Львовича Рудмана. Окончил УСК «Самбо-70» в 1983 году и стал тренером. Всего за свою тренерскую карьеру Сергей Николаевич подготовил:
- 1 Заслуженного Мастера Спорта по борьбе самбо;
- 10 Мастеров Спорта Международного Класса по борьбе самбо и дзюдо;
- Более 100 Мастеров Спорта по борьбе самбо и дзюдо;
- 225 Победителей и призёров Чемпионатов и Первенств России по самбо и дзюдо;
- 55 Победителей и призёров Чемпионатов и Первенств Мира, Европы по самбо и дзюдо.

Трагически погиб 13 августа 2008 года — утонул на рыбалке. Похоронен в Новой Москве на кладбище «Ракитки».

## Известные ученики
- Сурен Балачинский — двукратный чемпион мира по самбо. Заслуженный мастер спорта России по самбо. Неоднократный призёр Чемпионатов России по дзюдо.
- Дмитрий Кабанов — бронзовый призёр чемпионата мира по дзюдо. Мастер спорта международного класса России по самбо и дзюдо.
- Денис Огиенко — трёхкратный чемпион России по дзюдо. Мастер спорта международного класса России по самбо и дзюдо
- Мастера спорта международного класса: Сергей Егоров, Дмитрий Дунаев, Артём Мухин, Николай Кайтмазов, Сергей Кулаков, Дмитрий Огиенко, Василий Насонов и многие другие.

## Оценка деятельности и награды
- 1997 год — звание «Лучший тренер России по борьбе самбо»
- 2001 год — «Лучший юношеский тренер России по дзюдо»
- 2002 год — «Лучший юношеский тренер России по самбо».
- Медаль ордена «За заслуги перед Отечеством» 2-й степени
- Знаком «Отличник физической культуры и спорта»
- Медаль «850 лет Москве»
- Знак-медаль «Во имя жизни на Земле»
- Орден Святого князя Александра Невского 2-й степени[источник не указан 2621 день].